# Довборово (посёлок, Минский район)
Довборово (бел. Даўбаро́ва) — посёлок в Минском районе Минской области Республики Беларусь. В составе Шершунского сельсовета.

## География
Пролегает автомобильная дорога Н8965.
Ближайшие населённые пункты д. Довборово, Слобода и др.

## Этимология
Довбер или Добер (Dauber, Daber) — имя германского происхождения.

## История
В 1905 году в Радошковской волости Вилейского уезда Виленской губернии.

## Население

### Численность
- 2009 год — 27 человек

### Динамика
- 1905 год — 27 человек (14 муж. и 13 жен.), имение[5]
- 1999 год — 44 человек (перепись населения)
- 2009 год — 27 человек (перепись населения)[5]